# Schauburg (Duderstadt)

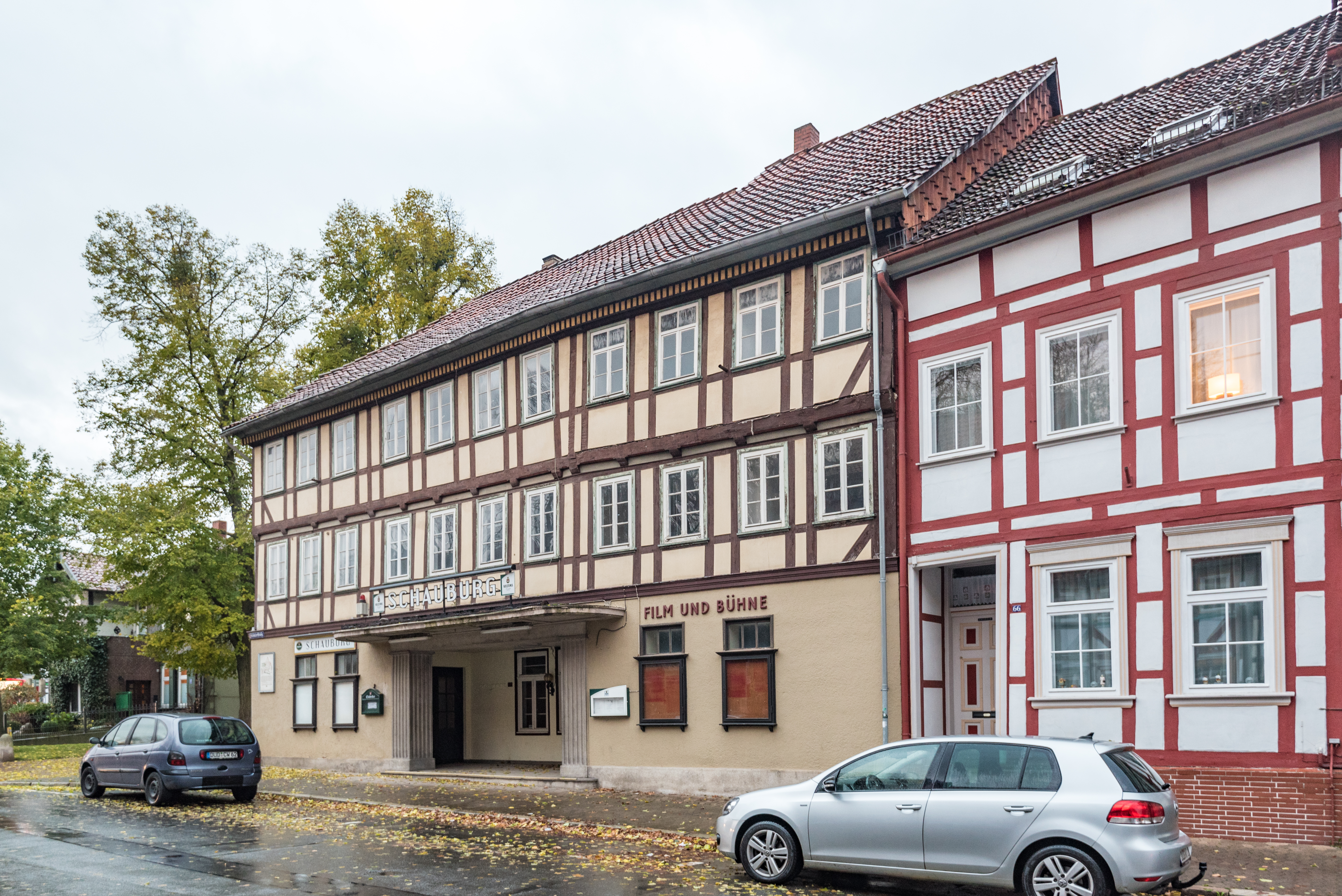
Ehemalige Schauburg (2017)

Die Schauburg ist ein denkmalgeschützter Gebäudekomplex mit ehemaliger Gaststätte und Kino in Duderstadt.

## Geschichte
Im Jahr 1840 eröffnete in dem Fachwerkhaus in der Steintorstraße in Duderstadt die Gaststätte Zum Kronprinzen, die danach auch Zimmer vermietete und zum Hotel wurde.
Bereits 1906 fanden in den Kronprinzen-Lichtspielen erste einzelne kinematographische Vorführungen von Stummfilmen mit Klavierbegleitung statt. Seit 1919 wurden regelmäßig Filme im Saal vorgeführt, ab 1929 auch Tonfilme. Von 1935 bis 1996 führte Familie Zinserling den Kinobetrieb in der Schauburg. Danach verpachteten sie das Kino an Familie Roth, die im Jahr 2007 in ein neues Kino in die ehemalige Feilenfabrik umzog, und danach für wenige Monate an Helmut Späth, der das Kino unter dem Namen Schauburg Digital bis zur endgültigen Schließung im Jahr 2008 weiter betrieb.
Im Jahr 2011 wurde das Gebäude von Familie Zinserling an den Niederländer Heerke Kempinga verkauft, der mit seiner Familie den Kinosaal zu einem Spieleland für Kinder umbaute, im Jahr 2015 aber schließen musste. Seitdem stand die Immobilie zum Verkauf. Nach dem erneuten Verkauf des Hauses im Jahr 2019 wurde das Gebäude saniert und umgebaut – so soll in Zukunft der obere Gebäudekomplex inklusive des ehemaligen Vorführsaales Wohnraum für Senioren bieten. Bereits eröffnet wurde ein Cafe.